# خارج از آفریقا (کتاب)
«خارج از آفریقا» (انگلیسی: Out of Africa) یک کتاب از کارن بلیکسن نویسنده دانمارکی است که نخستین مرتبه، در تاریخ ۱۹۳۷ منتشر گردید. بلیکس این کتاب را ابتدا به زبان انگلیسی نوشت و مدتی بعد، این اثر را به زبان دانمارکی نیز بازنویسی نمود. کتاب، وقایع ۱۷ سال از زندگی بلیکس را روایت می‌کند که عموماً در ارتباط با دورانی است که بلیکس خانه‌اش را در مستعمرهٔ کنیا می‌سازد و آنجا را با نام بریتانیای شرق آفریقا نام می‌نهد. خارج از آفریقا در عین حال، شرح تلاش‌های بلیکس برای کاشت قهوه نیز هست و تصویری ناب از زندگی استعماری آفریقا در دهه‌های گذشتهٔ امپراتوری بریتانیا را نیز ارائه می‌نماید.